# Greysia Polii
Greysia Polii (Yakarta, 11 de agosto de 1987) es una deportista indonesia que compite en bádminton, en la modalidad de dobles.
Participó en tres Juegos Olímpicos de Verano entre los años 2012 y 2020, obteniendo una medalla de oro en Tokio 2020 en la prueba de dobles. Ganó tres medallas de bronce en el Campeonato Mundial de Bádminton entre los años 2015 y 2019.

## Palmarés internacional
| Juegos Olímpicos   | Juegos Olímpicos    | Juegos Olímpicos  | Juegos Olímpicos |
| Año                | Lugar               | Medalla           | Prueba           |
| ------------------ | ------------------- | ----------------- | ---------------- |
| 2020               | Tokio (Japón)       | Medalla de oro    | Dobles           |
| Campeonato Mundial |                     |                   |                  |
| Año                | Lugar               | Medalla           | Prueba           |
| 2015               | Yakarta (Indonesia) | Medalla de bronce | Dobles           |
| 2018               | Nankín (China)      | Medalla de bronce | Dobles           |
| 2019               | Basilea (Suiza)     | Medalla de bronce | Dobles           |